# Leucosolenia tenera
Leucosolenia tenera är en svampdjursart som beskrevs av Tanita 1940. Leucosolenia tenera ingår i släktet Leucosolenia och familjen Leucosoleniidae.
Artens utbredningsområde är havet kring Japan. Inga underarter finns listade i Catalogue of Life.